# Godefroy xứ Bouillon
Godefroy xứ Bouillon (tiếng Pháp: Godefroy de Bouillon; tiếng Đức: Gottfried von Bouillon; tiếng Hà Lan: Godfried van Bouillon, tiếng Latinh: Godefridus Bullionensis; 1060 – 18 tháng 7 năm 1100) là một nhà cai trị và quý tộc người Pháp, ông là lãnh đạo lỗi lạc của cuộc Thập tự chinh lần thứ nhất và người cai trị đầu tiên của Vương quốc Jerusalem từ năm 1099 đến năm 1100, tuy ông không xưng tước hiệu Quốc vương (rex) mà chỉ dùng tước hiệu Thân vương (princeps) và Advocatus Sancti Sepulchri, có nghĩa là Người bênh vực hoặc Người bảo vệ Nhà thờ Mộ Thánh. Ông là con trai thứ hai của Eustace II, Bá tước xứ Boulogne, Godefroy trở thành Lãnh chúa xứ Bouillon vào năm 1076 và vào năm 1087, Hoàng đế Henry IV của Thánh chế La Mã đã xác nhận ông là Công tước xứ Hạ Lorraine, một phần thưởng cho sự hỗ trợ của ông trong Cuộc nổi dậy Đại Sachsen.
Cùng với những người anh em của mình là Eustace III và Baldwin xứ Boulogne, Godefroy tham gia cuộc Thập tự chinh đầu tiên vào năm 1096. Ông đã tham gia các hoạt động tại Nicaea, Dorylaeum và Antioch, trước khi đóng vai trò quan trọng trong việc chiếm giữ Jerusalem vào năm 1099. Khi Raymond IV xứ Toulouse từ chối Lời đề nghị trở thành người cai trị vương quốc Jerusalem mới thành lập, Godefroy đã chấp nhận vai trò này và bảo vệ vương quốc của mình bằng cách đánh bại Lực lượng Fatimid tại Trận Ascalon một tháng sau đó, kết thúc cuộc Thập tự chinh đầu tiên. Ông qua đời vào tháng 7 năm 1100 và người em trai Baldwin đã kế vị ông trở thành Vua Jerusalem.